# Halimocnemis
Halimocnemis is een geslacht uit de amarantenfamilie (Amaranthaceae). De soorten komen voor van het oostelijke Middellandse Zeegebied tot in Xinjiang en Afghanistan.

## Soorten
- Halimocnemis azarbaijanensis Assadi
- Halimocnemis beresinii Iljin
- Halimocnemis glaberrima Iljin
- Halimocnemis karelinii Moq.
- Halimocnemis lasiantha Iljin
- Halimocnemis latifolia Iljin
- Halimocnemis longifolia Bunge
- Halimocnemis macrantha Bunge
- Halimocnemis mironovii Botsch.
- Halimocnemis mollissima Bunge
- Halimocnemis occulta (Bunge) Hedge
- Halimocnemis pedunculata (Assadi) Akhani
- Halimocnemis pilifera Moq.
- Halimocnemis sclerosperma (Pall.) C.A.Mey.
- Halimocnemis smirnowii Bunge
- Halimocnemis villosa Kar. & Kir.

... · 
Achyranthes · 
Aerva ·
Alternanthera ·
Amaranthus (Amarant) · 
Atriplex (Melde) · 
Axyris · 
Bassia (Zoutkruid) · 
Beta (Biet) · 
Blitum (Spiesganzenvoet) · 
Celosia · 
Chenopodium (Ganzenvoet) · 
Corispermum (Vlieszaad) · 
Dysphania · 
Halimione (Zoutmelde) · 
Halocnemum · 
Halothamnus · 
Haloxylon · 
Kochia · 
Krascheninnikovia · 
Polycnemum (Knarkruid) · 
Patellifolia · 
Ptilotus · 
Pupalia ·
Salicornia (Zeekraal) · 
Salsola (Loogkruid) · 
Spinacia · 
Suaeda · 
Traganum · 
...